# If the Shoe Fits (filme)
If The Shoe Fits (no Brasil: Vivendo um Conto de Fadas) é um filme estadunidense e Frances lançado em 1 de outubro de 1990, com direção de Tom Clegg. O filme foi estrelado por Jennifer Grey e Rob Lowe. O Filme é uma adaptação do conto de fadas Cinderela.

## Sinopse
Uma jovem estilista de calçados vê sua vida mudar completamente quando um sapato mágico a transforma em quem ela sempre quis ser mas nunca conseguiu.
Shy Kelly Carter trabalha como costureira para o designer auto-importante moda parisiense Francesco Salvatore e é tratado como um escravo por seus dois companheiros de quarto. Sua paixão secreta é desenhar sapatos. Salvatore está à procura de uma nova garota para representar o seu produto e decide realizar uma festa de audição. Kelly coloca um par de sapatos e é transformado em uma beleza deslumbrante. Ela assiste à festa onde Salvatore é cativado por ela e quer assinar como sua modelo. Ela tem de fugir à meia-noite, mas deixa cair um de seus sapatos. Salvatore vem procurando por ela, pensando que a mulher que ele conheceu era um modelo chamado Prudence. Ela assina o contrato de modelo na insistência de que Kelly projetar os sapatos. No entanto, sendo duas pessoas ao mesmo tempo requer algumas mudanças difíceis de sapatos, especialmente quando Salvatore começa namorando Prudence.

## Elenco
- Jennifer Grey (Kelly Carter)
- Rob Lowe (Francesco Salvitore)
- Elisabeth Vitali (Veronique)
- Andréa Ferréol (Wanda)
- Rebecca Potok (Mimi Larcher)
- Florence Pelly (Taffy Rodriguez)
- Alison Hornus (Domino Charvet)